# 特提舍丽
| t · t | i | A17 |

| t · t | i | A17 |

特提舍利(Tetisheri) 是古埃及第十七王朝的法老雅赫摩斯的大王后。

## 生平

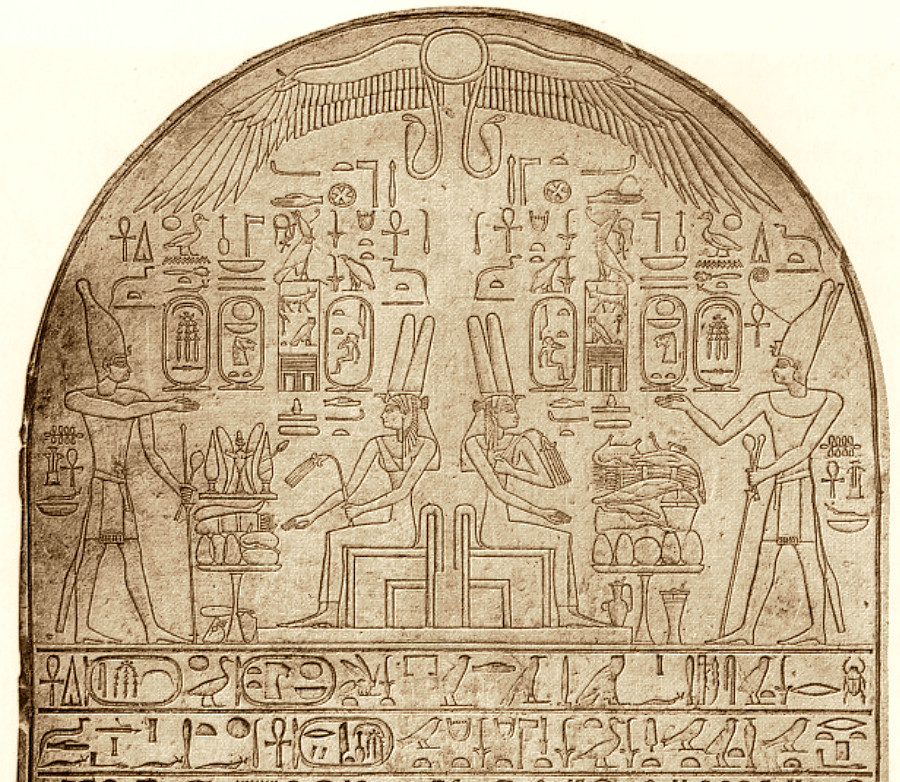
特提舍利的石碑,坐者为特提舍利,现藏开罗博物馆

特提舍利王后是雅赫摩斯的姐姐与妻子。她将儿子陶培养成一个果敢的人，被称为"勇敢者"和"勇士"。雅赫摩斯担任底比斯法老时，占领埃及北方的喜克索斯人不时南下侵犯，矛盾逐渐升级。法老死后，女王支持陶继承王位。这一时，占领尼罗河三角洲的喜克索斯法老阿波皮一世的气势更加嚣张。
特提舍利是一个有骨气的女人,为了埃及的尊严，她坚决支持陶对喜克索斯人宣战。战时法老不幸遭埋伏，死于战场，不到40岁。特提舍利抹去丧子之痛，又担任支持长孙(可能是儿子)卡摩斯的重任他继承了父祖的遗志，以及大的热情投身于解放事业上。即位三年，他召开底比斯长老会议，沉痛地回顾喜克索斯人的入侵带来的灾难，表明要驱逐他们，拯救埃及的强烈愿望与决心，激发人们的斗志。打赢后拦截了喜克索斯人派来的使者写的求助信。卡摩斯死后，特提舍利又扶持另外一个孙子雅赫摩斯一世登上王位。特提舍利教育儿孙们成为勇敢的人，又让他们成为法老，她默默地支持祖孙三代四王的反侵略活动，促使埃及力量逐渐强大。
王后是一位长寿的女人，活到70-80岁，有幸见到埃及从衰落到强盛的过程，也因此有荣幸得到"新王国之母"的荣誉。为了纪念她，埃及人在阿拜多斯的王陵为她建修了一座纪念建筑。

## 埋葬
特提舍丽的陵墓至今仍未被发现,考古学家认为是KV41,而木乃伊在停灵庙的木乃伊坑发现,但现在木乃伊还不能确定是她。木乃伊现藏开罗博物馆。